# Uno y el Universo
Uno y el Universo es un libro a modo de ensayo escrito por Ernesto Sabato, escritor argentino. Fue publicado por primera vez en 1945. En ese mismo año obtiene el primer premio en prosa de la municipalidad de Buenos Aires. Es una recopilación de artículos escritos en ese año y premiados por un jurado reconocido, compuesto por: Adolfo Bioy Casares, Vicente Barbieri, Leónidas Barletta y Ricardo Millonari.
Está dedicado a Matilde Kuminsky Richter (su esposa) y contiene una cita preliminar del francés André Gide, Premio Nobel de Literatura en 1947.

## Temática
El ensayo trata principalmente sobre los hechos políticos y filosóficos heredados del siglo XIX y cómo repercuten en la actualidad. El autor expresa su permanente interrogación sobre el hombre y censura la moral neutral de la ciencia. El libro está dividido en distintos artículos ordenados por orden alfabético, que pueden ser consultados en desorden sin afectar el entendimiento del lector. En los artículos trata temas como: El descubrimiento de América, el fascismo, la teoría de la relatividad y el surrealismo, movimiento del cual participó Sabato cuando estuvo en París. También habla extensamente de autores tales como: Aristóteles, Newton y Galileo.

## Prólogo de la edición de 1968
Este prólogo fue escrito por el mismo Ernesto Sabato. Relata la situación en la que escribió el ensayo y las diferencias de pensamientos que significaron los años subsiguientes. Sabato dice en este prólogo que está muy lejos de las ideas expuestas en este libro, pero que se hace cargo de todas ellas.